# 카솔라인루니자나
카솔라인루니자나(이탈리아어: Casola in Lunigiana)는 이탈리아 토스카나주 마사카라라도에 있는 코무네다. 피렌체에서 북서쪽으로 100km, 마사에서 북쪽으로 20km 거리에 있다.